# Ziczacella
Ziczacella — рід цикадок із ряду клопів.

## Опис
Цикадки довжиною близько 3 мм. Жовтуваті, з парою темних плям на тімені. Помірно стрункі, нагадують по габітусу представників роду Arboridia. Близько 6 видів.

## Систематика
У складі роду:
- Ziczacella dworakowskae Anufr.
- Ziczacella heptapotamica (Kusnezov, 1928)